# Ласкер, Рутка
Рут Ласкер (пол. Rut Laskier; 12 июня 1929, Краков, Польская Республика — 1943, Освенцим, Польша) — польская девушка еврейского происхождения, которая вела дневники о жизни во время Холокоста в Польше. Она была убита в концлагере Освенцим в возрасте 14 лет. Её дневники были опубликованы в 2006 году.

## Биография
Рут Ласкер родилась в 1929 году в Кракове (до обнаружения записи о рождении считалось, что она родилась в Гданьске) в обеспеченной еврейской семье. В 1939 году в Польше пришли к власти нацисты. Семья переехала в Бендзин. Несмотря на гонения на евреев, Рут пыталась продолжать вести обычную жизнь. В 1943 году она в течение 3 месяцев вела дневник о жизни под нацистским правлением. Семью поместили в Бендзинское гетто, а в августе 1943 года отправили в Освенцим.
Ранее считалось, что Рутка была отправлена в газовую камеру сразу по приезде в концлагерь с матерью и братом. Однако в 2008 году выяснилось, что она дожила до декабря. Ласкер заболела холерой и стала инвалидом. По словам бывшей узницы Освенцима, Рут умоляла отвезти её к электрическому ограждению, чтобы она могла броситься на него и умереть от удара током. Охранник запретил это, и девушку отправили в газовую камеру. Ей было 14 лет.
Отец Рутки был единственным членом семьи, пережившим Холокост. После Второй мировой войны он эмигрировал в Израиль, где женился во второй раз. От этого брака у него родилась дочь Захава. Он умер в 1986 году. Впоследствии Захава рассказала, что узнала о покойных брате и сестре лишь в 14 лет, случайно обнаружив дома фотоальбом. Захава назвала свою дочь Рути в память о сестре.

## Наследие
В Бендзине Ласкеры снимали квартиру у польской семьи, и 21-летняя дочь владельцев Станислава Сапинскас сдружилась с Руткой. Станислава помогла подруге спрятать дневники под лестницей в доме. Впоследствии Сапинскас забрала дневник и хранила у себя в течение более 60 лет. В 2006 году дневники Рутки были опубликованы. Работы Ласкер сравнивали с дневником Анны Франк. Сама Рут родилась в тот же день, что Анна, и также в обеих семьях лишь отец пережил Холокост.